# Jean-Claude Rumeau
Jean-Claude Rumeau, né le 6 janvier 1777 à Paris et mort le 2 décembre 1839 à Belleville, est un peintre français.

## Biographie
Jean-Claude Rumeau est élève de Jacques-Louis David et de Jean-Baptiste Isabey, et est lié au style troubadour, traitant de manière pittoresque de sujets historiques comme le Chevalier Bayard, Marie Stuart, Merlin l'Enchanteur ou la Belle au Bois dormant. Peintre d'histoire, de scènes de genre et d'intérieurs, il figure aux Salons parisiens de 1806 à 1822. Il est aussi peintre sur porcelaine, actif à la Manufacture de Sèvres entre 1807 et 1824.

## Œuvre

### Collections publiques
- Intérieur d'église, musée Fabre, Montpellier[3]
- Deux assiettes du service particulier de l'Empereur Napoléon Ier dit Service des Quartiers Généraux, Manufacture de Sèvres, 1808-1810, Fondation Napoléon.
- Intérieur de boudoir et salle de bain, dessin, 1807, Cooper–Hewitt, Smithsonian Design Museum, New York[4]

### Collections particulières référencées
- Le Perroquet Vert-Vert au couvent des Visitandines de Nantes, vers 1820, aquarelle gouachée, 12,5 × 15 cm, présentée au musée du monastère royal de Brou de Bourg-en-Bresse à l'occasion de l'exposition L'invention du passé. « Gothique, mon amour », 1802-1830[5].
- La Belle au bois dormant et Barbe Bleue, 1810, encre et aquarelle, paire en pendant, 38,5 × 45,5 cm, collection particulière, succession Jean Lafont, 22 septembre 2017 Thierry de Maigret et Christies, Paris, localisation inconnue.
- Manufacture de Sèvres, tasse et sa soucoupe, début du XIXe siècle, scène peinte dans le goût gothique Troubadour d'après Le Cid, gravure d'Alexandre de Laborde (1773-1842) dans les Voyages pittoresques et historiques en Espagne (1807-1818), marques bleues de la manufacture, inscription « 91 Gn 24.7bre ». Collection particulière, vente de la collection Lee B. Anderson, 19 septembre 2012, Doyle New York, localisation inconnue.
- Manufacture de Sèvres, tasse et sa soucoupe, début du XIXe siècle, scène peinte représentant La Belle au bois dormant, marques bleues de la manufacture, inscription « 1er juin BT ». Collection particulière, vente de la collection Lee B. Anderson, 19 septembre 2012, Doyle New York, localisation inconnue.

Œuvres de Jean-Claude Rumeau
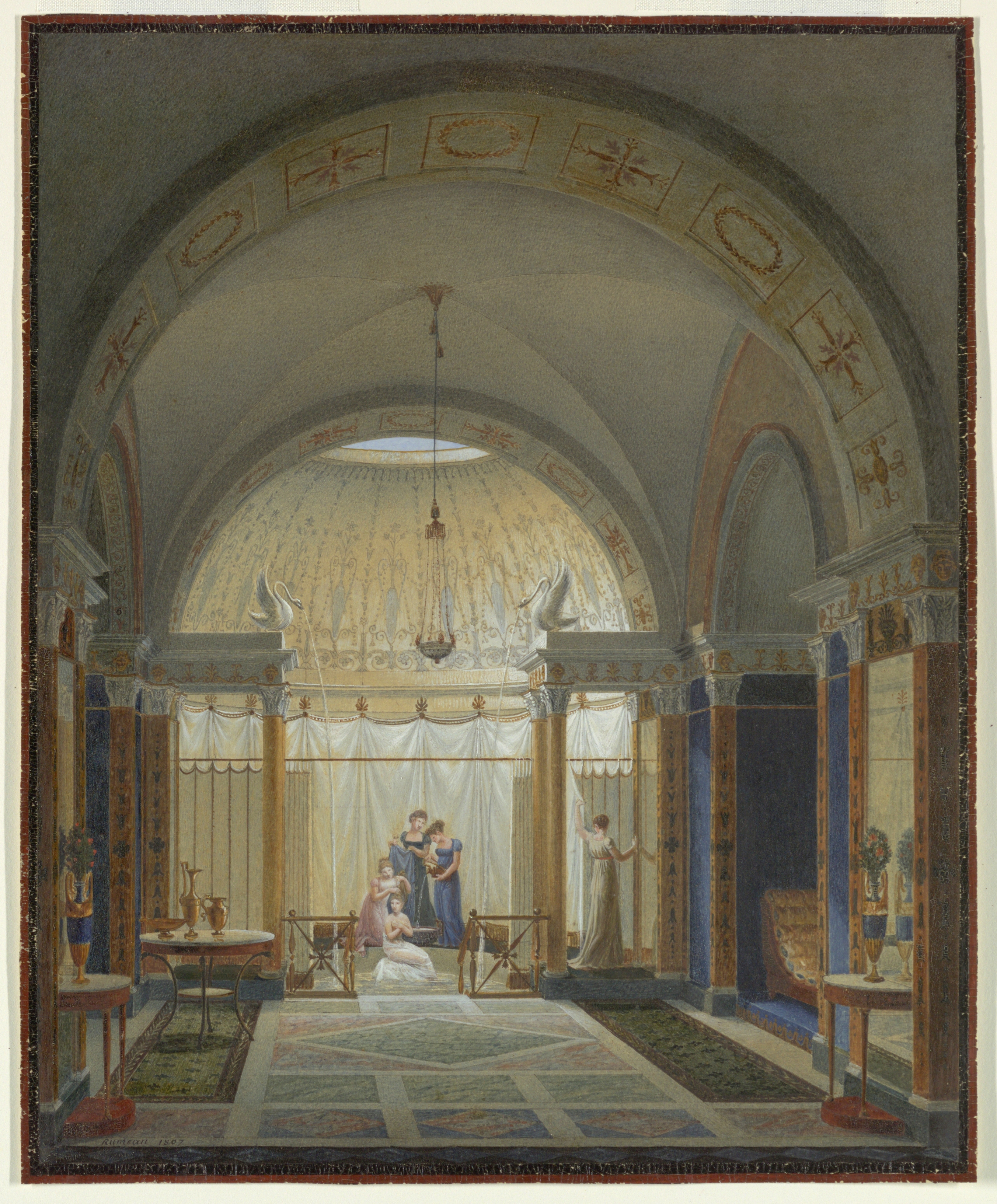
Intérieur de boudoir et salle de bain, 1807, New York, Cooper–Hewitt, Smithsonian Design Museum.
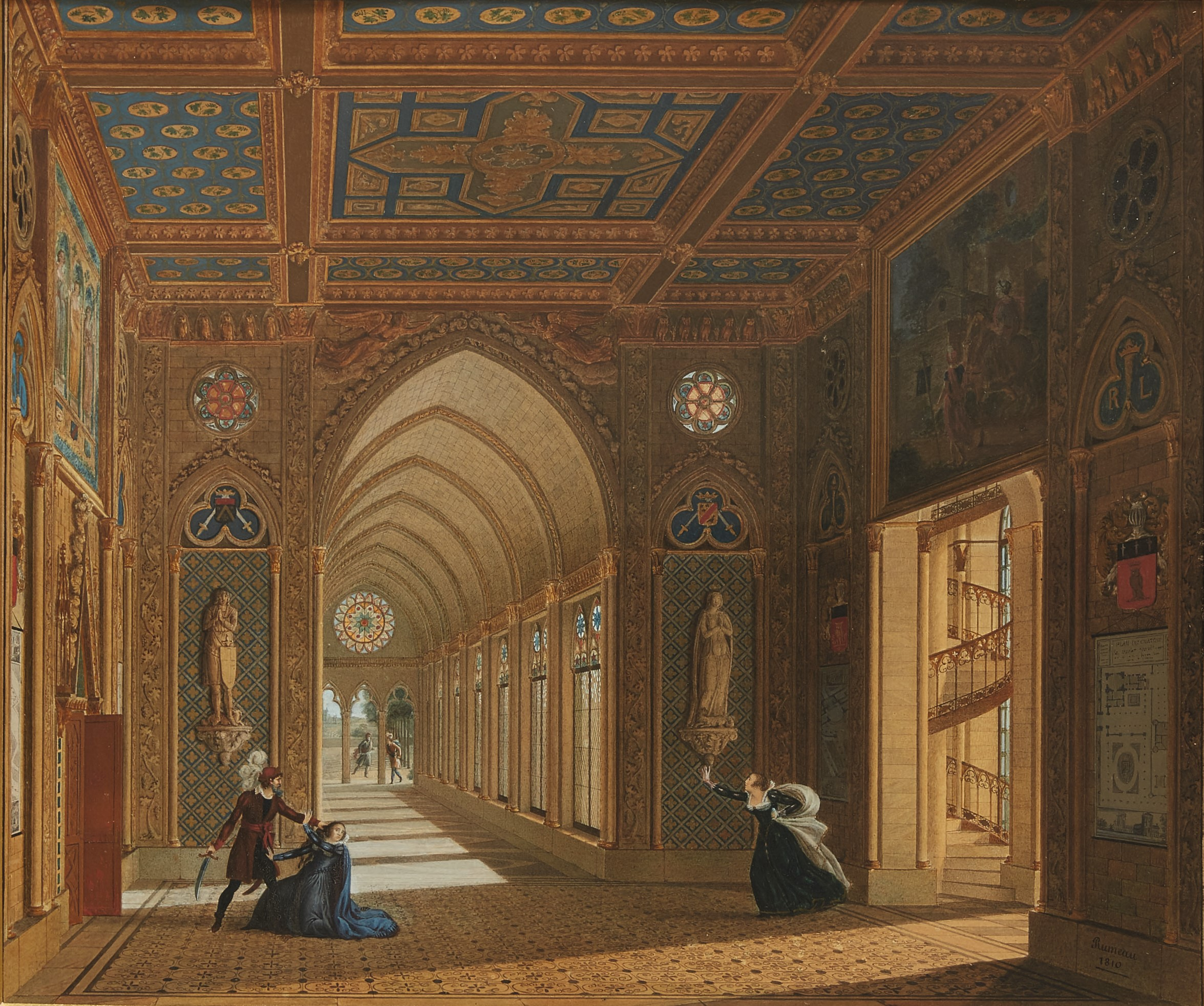
La Barbe bleue, 1810, localisation inconnue.
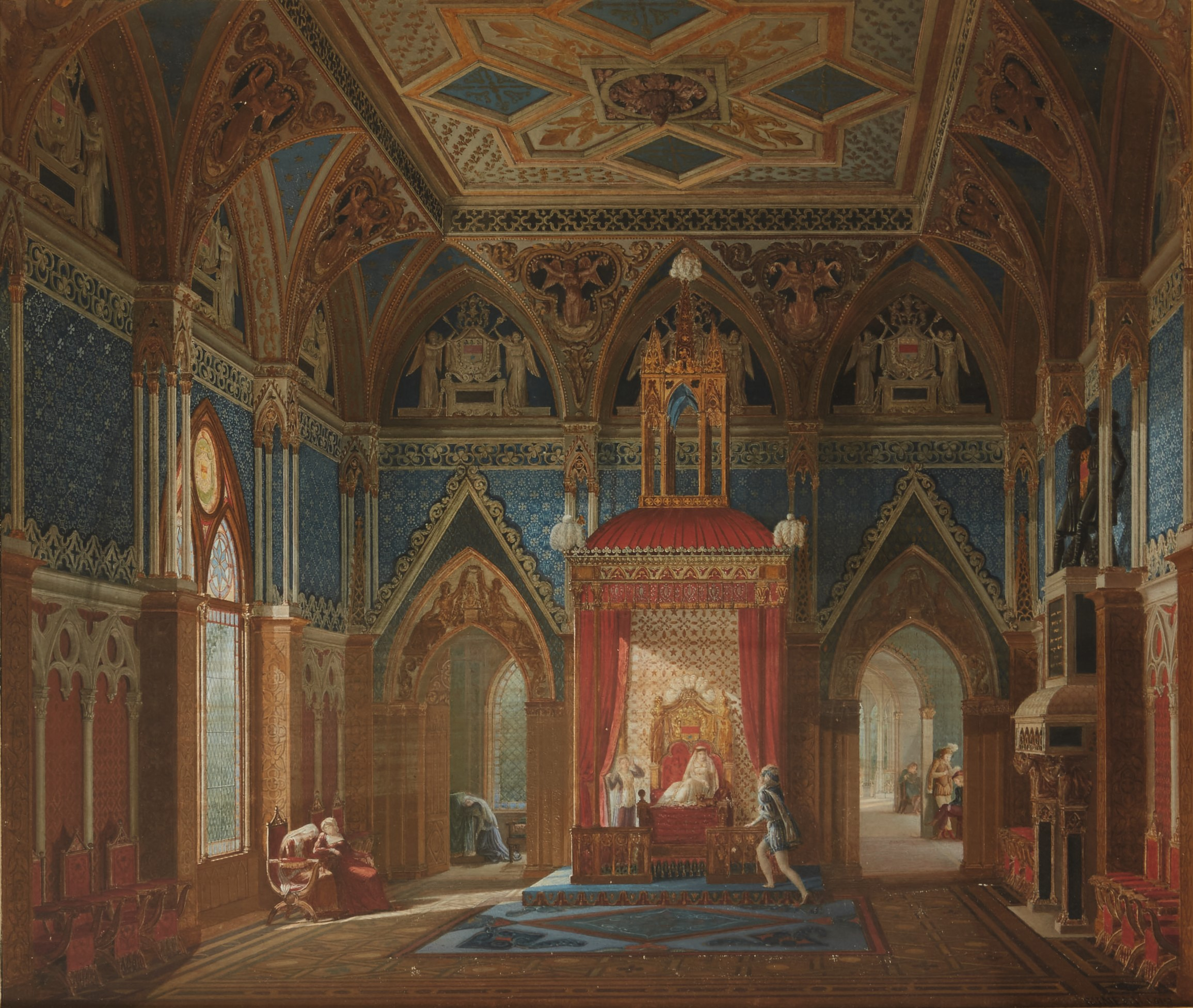
Le Réveil de la Belle au bois dormant, 1810, localisation inconnue.
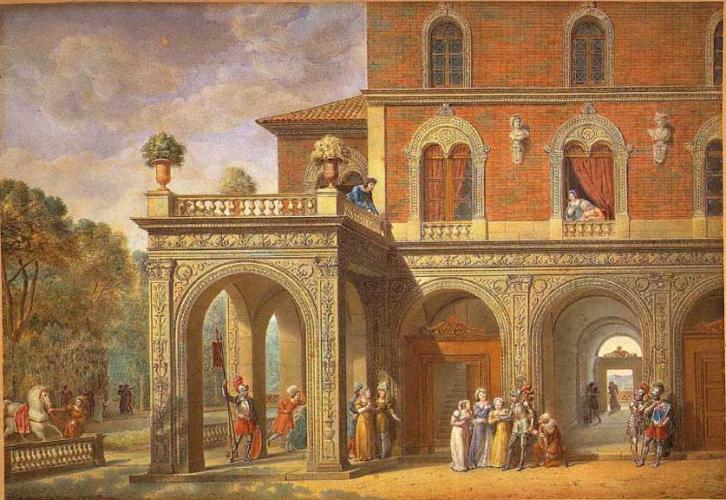
Le Chevalier Bayard, Salon de 1819, localisation inconnue.
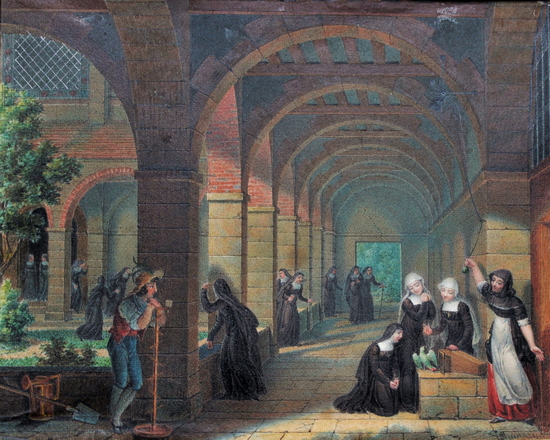
Le Perroquet Vert-Vert au couvent des Visitandines de Nantes, 1820, collection particulière.
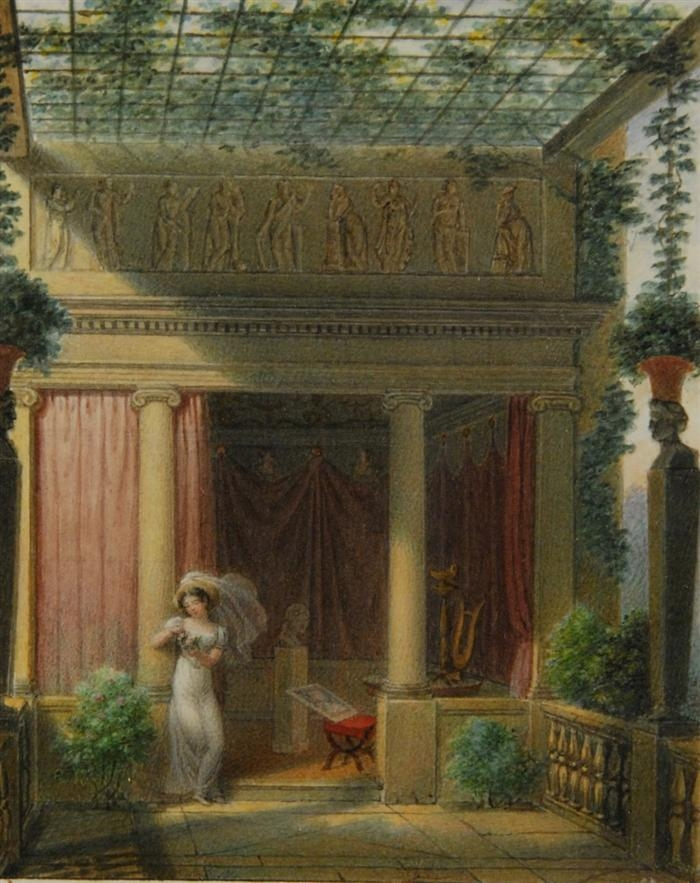
Je saurai le fixer, Salon de 1822, localisation inconnue.
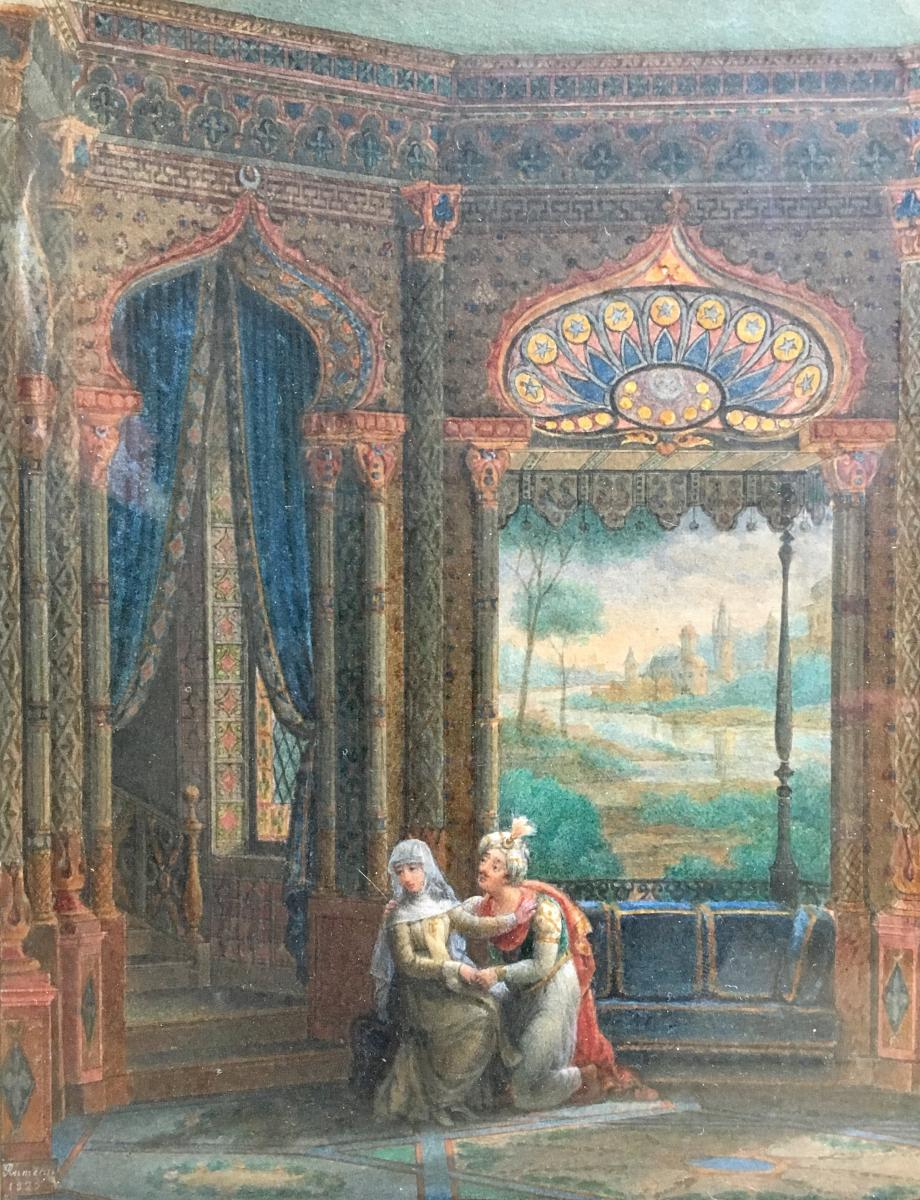
Mathilde et Malek Adhel, 1825, d'après le roman Mathilde de Sophie Cottin, localisation inconnue.